# Ordonnance sur les autochtones des domaines privés
L'ordonnance sur les autochtones des domaines privés (en anglais : Natives on Private Estates Ordinance), de 1928, est une ordonnance locale mise en place par le conseil législatif (en) du protectorat du Nyassaland (actuel Malawi). Elle définit les conditions dans lesquelles les Africains résidents (les « locataires ») peuvent cultiver les terres des domaines fonciers possédés par les colons européens. Cette législation vise à corriger les pires abus engendrés par le système du thangata, qui oblige les locataires à travailler afin de payer leurs loyers et taxes. 
Elle échoue cependant à encourager ces locataires à développer la production des terres laissées en friche, à cause de la Grande Dépression des années 1930. Les tensions entre les propriétaires et les résidents perdurent dans les années 1940 et au début des années 1950, au sujet des expulsions et du désir des locataires de commercialiser librement leurs récoltes. La loi est modifiée en 1952 pour répondre à certains de ces problèmes, mais seuls l'achat de terres par le gouvernement colonial, aux fins de réinstaller d'anciens locataires, après 1952, puis l'abolition définitive du thangata en 1962, peu avant l'indépendance, permettent la création d'une paysannerie africaine ayant libre accès aux terres cultivables.

## Locataires des domaines privés
Durant les trois décennies qui suivent 1860, le sud du Malawi est transformé par une série de guerres, de raids esclavagistes et d'expéditions à la recherche d'ivoire. La région passe d'une situation où l'agriculture permet à la population de subvenir à ses besoins à une situation où le manque de sécurité amène à un large abandon des terres cultivées. Les chefs locaux essaient d'obtenir la protection des colons blancs en leur octroyant des droits à cultiver des terres qui, quoique fertiles, sont laissées à l'abandon du fait de l'insécurité. Lorsque le Protectorat britannique d'Afrique centrale est instauré en 1891, ces colons obtiennent du gouvernement colonial des droits de propriété sur ces terres. Bien que de nombreux contrats comprennent des clauses de « non dérangement », autorisant les Africains déjà résidents à cultiver les terres sans verser de droits, beaucoup de propriétaires exigent des journées de travail en échange. Les colons appellent cela thangata, un mot de la langue chewa désignant à l'origine une entraide villageoise sous forme de travail, qui prend donc la nouvelle acception d'un travail destiné à payer un loyer.
Dans les premières années du protectorat du Nyassaland, les domaines ont besoin de travailleurs pour commencer à produire. Beaucoup sont installés dans des zones peu peuplées, à cause de l'insécurité. Lorsque les propriétaires introduisent le loyer sous forme de travail, un certain nombre s'en vont pour des terres libres de droits gérées communautairement. De nouveaux travailleurs, la plupart venant du Mozambique, fuyant les difficiles conditions qui y règnent, sont incités à s'installer dans les domaines et à faire pousser leurs propres cultures en échange de la hut tax, une forme de taxe de résidence, qui vaut, à l'origine, deux mois de travail par an. Ces migrants n'appartiennent à aucune communauté locale et ils n'ont donc pas accès aux terres gérées par le droit coutumier. Avant 1905, les domaines ont des tailles relativement réduites, les planteurs recherchant les cultures économiquement rentables. À partir de 1905, le coton commence à être exploité commercialement à grande échelle. Il nécessite cinq à six mois de travail en période de croissance pour pousser convenablement. Entre 1910 et 1925, le tabac est aussi exploité et, comme le coton, il réclame beaucoup de travail humain. Dans plusieurs domaines, le thangata est alors augmenté et on exige des locataires quatre à six mois de travail pour le loyer et la taxe de résidence, ce qui leur laisse peu de temps pour leurs propres cultures. Il existe de nombreux abus, telles la sous-estimation du temps de travail effectué, l'absence de paiement lorsque le travail effectué excède celui exigible et la transformation du mois de travail en cinq semaines de six jours (trente jours de travail effectif au lieu de quatre semaines avec le dimanche de repos). Les femmes des migrants, les veuves et les femmes célibataires sont aussi contraintes à travailler, en contradiction avec la coutume. En 1903, la Haute Cour du Nyassaland déclare que les habitants initiaux des domaines soumis à la clause de « non dérangement »  sont exemptés de thangata et ont droit au maintien sur les lieux. Une législation régularise certains aspects du thangata en 1908, mais elle est largement ignorée. Les conditions du thangata sont à l'origine du soulèvement de 1915 au Nyassaland, mené par John Chilembwe.
À la suite de ce soulèvement, une ordonnance radicale est prise en 1917, afin de rendre le thangata illégal et de le remplacer par un paiement monétaire au lieu d'un service de main-d'œuvre. La mesure n'a aucun effet car les propriétaires terriens menacent d'expulser tous les locataires qui ne seraient pas nécessaires pour couvrir leurs besoins en main-d'œuvre. Ceux qui auraient été expulsés auraient ainsi formé un réservoir de travailleurs que les propriétaires auraient pu embaucher à leur convenance, en fonction de leurs besoins. Le gouvernement plie devant cette menace, mais les propriétaires expulsent néanmoins un nombre significatif de locataires, au motif qu'ils sont incapables de travailler ou qu'ils sont fauteurs de troubles, leur préférant les migrants venus du Mozambique, plus malléables.
Parmi les cultures demandant beaucoup de main-d'œuvre, celle du café décline à partir de 1905, celle du coton vers 1918 et celle du tabac à partir de 1925 ; seule la culture du thé continue à être rentable. Plusieurs domaines de la basse vallée de la Shire sont abandonnés ; ailleurs, les surfaces cultivées décroissent.
À ce moment, la majeure partie de la production de tabac provient de petits propriétaires installés sur des terres de la Couronne appartenant à l'État. La demande en main-d'œuvre décroît donc dans les années 1920, les propriétaires n'ont plus assez de travail à confier à leurs locataires pour qu'ils s'acquittent du thangata ; ils les déclarent alors occupants sans titre (squatters) et menacent de les expulser s'ils refusent de pratiquer des cultures de rente. Les grands domaines évitent l'effondrement en utilisant un système dans lequel ils achètent à prix garanti, quoique peu élevé, les récoltes de coton ou de tabac de leurs locataires. Le dispositif est entériné en 1928 par l'ordonnance sur les autochtones dans les domaines privés, qui modifie le thangata en autorisant le paiement sous forme monétaire, qui fixe les quantités acceptables de surfaces concédées pour la culture en propre et le volume de travail exigible. Les domaines agissent donc désormais plutôt comme des revendeurs des récoltes de leurs locataires et le terme thangata se met donc à désigner aussi les loyers payés en nature par des produits agricoles. L'ancienne forme du thangata perdure cependant là où les propriétaires ont encore besoin de beaucoup de main-d'œuvre,. En 1911, on estime qu'environ 9 % des malawites africains vivent dans les domaines. En 1945 l'estimation est de 10 %, soit 173 000 personnes pour 49 000 familles. En 1962, on ne compte plus que 9 000 familles dans ce cas.

## Législation
Après la Première Guerre mondiale, une commission foncière est instituée pour déterminer les superficies de terres du Nyassaland à mettre à disposition des futurs colons européens et pour déterminer les droits effectifs des résidents ainsi que les nouveaux droits qu'il serait possible de leur accorder. La commission recommande que les droits d'occupation gratuite au titre de la clause de non-dérangement soient révoqués mais que les locataires bénéficient d'une garantie du droit à résidence. À l'exception des personnes âgées et des veuves, tous devraient payer un loyer sous forme monétaire, en nature ou en service de main-d'œuvre. Les propriétaires, quant à eux, seraient autorisés à expulser les locataires en surnombre afin d'éviter que leurs terres soient surpeuplées. Le Bureau des Colonies s'oppose à l'abolition de la clause de non-dérangement sans une contrepartie sous forme d'un bail à long terme ; une durée de cinq ans est finalement retenue. Au moment où la législation est en gestation, en 1928, il y a peu de demandes pour de nouvelles plantations, celles déjà existantes ayant abandonné la production en nom propre pour jouer un rôle de commercialisation des productions de leurs locataires. La loi de 1928 entérine le fait tout en protégeant les locataires des pires excès du thangata. Son nom complet est « une ordonnance pour réglementer la situation des autochtones résidant dans les domaines privés, n. 14 de 1928 ».
Elle crée une catégorie de personnes, les Registered Resident Natives (« résidents autochtones enregistrés »), qui bénéficient d'un contrat d'occupation. Seuls eux et leurs familles ont le droit de résider sur les terres concernées par le bail, pour la durée de celui-ci. Les enfants de sexe masculin perdent le droit d'y vivre à partir de l'âge de seize ans, et les propriétaires peuvent refuser le droit au mari d'une fille d'un résident de s'installer. Tous les résidents enregistrés, à l'exception des personnes âgées et des veuves, doivent payer un loyer en argent, en nature ou sous forme de travail. À partir de 1928, les District Rent Board (« bureaux régionaux des loyers ») fixent les montants monétaires maximums ; la plupart choisissent un montant de 1 £ par parcelle de 8 acres, mais certains domaines demandent moins. Ils fixent aussi les cultures acceptables (principalement le tabac ou le coton, parfois le maïs) et les montants équivalents aux loyers.
La valeur requise des récoltes se situe entre 30 et 50 shillings au lieu de 1 £ en espèces, et pénalise particulièrement le maïs pour décourager sa culture,. Une commission foncière de 1903 rapporte que le loyer annuel et la taxe sont de six shillings au total, et à partir de 1911, il y a la possibilité de fournir des quantités fixes de tabac ou de coton en paiement. Toutefois, les propriétaires s'attendent à ce que les locataires travaillent pendant au moins deux mois plutôt que de payer un loyer en espèces ou en nature. Comme la demande de main-d'œuvre augmente à l'époque, au tout début du xxe siècle, les propriétaires refusent d'accepter de l'argent comptant, de sorte que le loyer de six shillings, resté pratiquement inchangé les deux décennies qui précèdent 1928, est purement théorique. En 1928, la valeur du travail fourni s'élève à environ 1 £. Les propriétaires de domaines de plus de 10 000 acres sont autorisés à expulser jusqu'à 10 % de leurs locataires à partir de 1933 (et tous les cinq ans par la suite) sans motif valable ; les personnes expulsées sont censées être réinstallées sur des terres de la Couronne. Il y a, en dernier recours, une disposition prévoyant l'achat obligatoire d'un maximum de 10 % des propriétés de plus de 10 000 acres si aucune terre de la Couronne n'est disponible.

## Effets de la législation
L'ordonnance sur les autochtones dans les domaines privés vise à encourager les locataires africains à développer la production sur les vastes surfaces inexploitées qui couvrent le Nyassaland. Cela échoue car, dans le contexte de la Grande Dépression mondiale du début des années 1930, les propriétaires des domaines ne sont plus en mesure d'acheter les récoltes produites par leurs locataires. Cette loi ne propose pas non plus une solution durable quant au problème foncier fondamental qui est que certaines terres sont inexploitées tout en n'étant pas accessibles aux fermiers africains ; elle ne règle pas non plus le problème lié au droit à l'expulsion accordé aux propriétaires. Les premières expulsions ont lieu, comme le prévoyait la loi, vers 1933, mais pas à grande échelle. Quelques autres ont lieu en 1938, mais peu, car les commissaires des districts refusent de faire appliquer les arrêtés d'expulsion lorsqu'il n'y a pas de terres disponibles pour le relogement.
Les expulsions en 1943 sont, elles aussi, limitées, car des centaines de personnes du district de Blantyre refusent de partir dans la mesure où elles n'ont aucune terres sur lesquelles s'installer et que le gouvernement refuse d'employer la force. Le gouverneur anticipe une augmentation des expulsions en 1948 et des troubles subséquents encore plus graves qu'en 1943. Cependant, les arrêtés d'expulsion sont suspendus à la suite de la famine qui sévit en 1949-1950. En septembre 1950, des terres sont disponibles pour les réinstallations et les expulsions sont mises en œuvre malgré la résistance des intéressés. Le gouverneur du Nyassaland demande que la commission foncière revoit l'ordonnance de 1928 et envisage des amendements. La commission propose de mettre fin aux expulsions quinquennales ainsi que de favoriser les cultures de rentes tenant lieu de loyer plutôt que le paiement sous forme monétaire, tout en augmentant ces loyers et taxes, quoiqu'avec des réductions pour les célibataires, notamment les femmes.
Des tensions subsistent entre les propriétaires fonciers et leurs locataires dans les années 1940 et 1950, notamment à cause des expulsions mais aussi parce que les cultivateurs veulent pouvoir vendre leurs récoltes sur le marché local plutôt que d'être obligés d'en passer par leurs propriétaires. L'ordonnance est revue en 1952, et, après 1952, les tensions diminuent grâce à l'achat de terrains par le gouvernement, provenant essentiellement des anciens domaines producteurs de tabac. Cependant, dans le district de Cholo (aujourd'hui Thyolo), surpeuplé, qui abrite les grands domaines producteurs de thé, de graves troubles éclatent au sujet du thangata qui continue à être appliqué ; ces troubles font onze morts. En 1962, l'ordonnance de 1928, revue en 1952, est remplacée par une loi qui garantit le maintien sur les lieux aux locataires et qui abolit le paiement sous forme de travail ou l'obligation de cultiver certains types de produits agricoles, remplaçant cela par des paiements monétaires pour les loyers et taxes.